# Javier Tomeo Estallo
Javier Tomeo Estallo (Quicena, Osca, 9 de setembre de 1932 - Barcelona, 22 de juny de 2013) fou un escriptor i dramaturg espanyol.

## Obres
- Historia de la esclavitud, [amb el pseudònim Frantz Keller, Barcelona: Forma] (1962).
- La brujería y la superstición en Cataluña [junto a Juan María Estadella] (1963).
- El cazador (1967).
- Ceguera al azul (1969).
- El unicornio (1971).
- Los enemigos (1974).
- El castillo de la carta cifrada (1979).
- Amado monstruo (1984).
- Historias mínimas (1988).
- El cazador de leones (1989).
- La ciudad de las palomas (1990).
- El mayordomo miope (1990).
- El gallitigre (1990).
- El discutido testamento de Gastón de Puyparlier (1990).
- Problemas oculares (1990).
- Patio de butacas (1991).
- Preparativos de viaje (1991).
- Diálogo en re mayor (1991).
- La agonía de Proserpina (1993).
- Zoopatías y zoofilias(1993).
- Los reyes del huerto (1994).
- El nuevo bestiario (1994).
- El crimen del cine Oriente (1995).
- Conversaciones con mi amigo Ramón (1995).
- Los bosques de Nyx (1995) (pieza teatral).
- La máquina voladora (1996).
- Los misterios de la ópera (1997).
- Un día en el zoo (1997).
- El alfabeto (1997).
- Napoleón VII (1999).
- La rebelión de los rábanos (1999).
- Patíbulo interior (2000).
- La patria de las hormigas (2000).
- Otoño en Benasque, los Pirineos (2000).
- Bestiario (2000).
- El canto de las tortugas (2000).
- La soledad de los pirómanos (2001).
- Cuentos perversos (2002).
- La mirada de la muñeca hinchable (2003).
- Los nuevos inquisidores (2004).
- El cantante de boleros (2005).
- Doce cuentos de Andersen contados por dos viejos verdes (2005).
- La noche del lobo (2006).
- Bestiario [ilustraciones de Natalio Bayo] (2007).
- Los amantes de silicona (2008).
- Pecados griegos (2009).